# Pomnik Michaiła Skobielewa w Warszawie
Pomnik Michaiła Skobielewa w Warszawie – pomnik rosyjskiego generała Michaiła Skobielewa wzniesiony w 1911 na placu w kompleksie koszar wojskowych, Grodzieńskiego Pułku Huzarów Lejbgwardii. Zniszczony przed 1935 rokiem.

## Historia
Michaił Skobielew, uczestnik wojny w Bułgarii w 1877, zaczynał swoją karierę wojskową w Grodzieńskim Pułku Lejbgwardii, stąd koncepcja upamiętnienia jego osoby poprzez wzniesienie brązowego popiersia w pobliżu pułkowej cerkwi św. Olgi, którą również opiekowała się ta jednostka.
Pomnik został odsłonięty 12 listopada 1911, a zniszczony przed 1935 – wykonany w tym roku ortofotoplan Warszawy już go nie pokazuje, podobnie jak pułkowej cerkwi.

## Projekt i wymowa
Pomnik miał łączną wysokość 4,3 metra. Generał został na nim ukazany w surducie, z trzema przypiętymi do niego krzyżami św. Jerzego. Popiersie było ustawione na granitowym postumencie w kształcie graniastosłupa. Na cokole, na prawej ścianie, wyrzeźbiono orły symbolizujące udział generała w wojnach na Bałkanach i w Turkiestanie. Po stronie lewej pojawiło się godło pułku. Na frontowej ścianie postumentu wykuto napis Skobielewowi – towarzysze broni 1864–1872 oraz daty życia generała 1843–1882.